# Yacuiba (plaats)
Yacuiba is de hoofdstad van de provincie Gran Chaco in het departement Tarija, in Bolivia. Het ligt op ongeveer 3 km van de grens met Argentinië.
Yacuiba heeft ongeveer 80.000 inwoners.

## Externe links

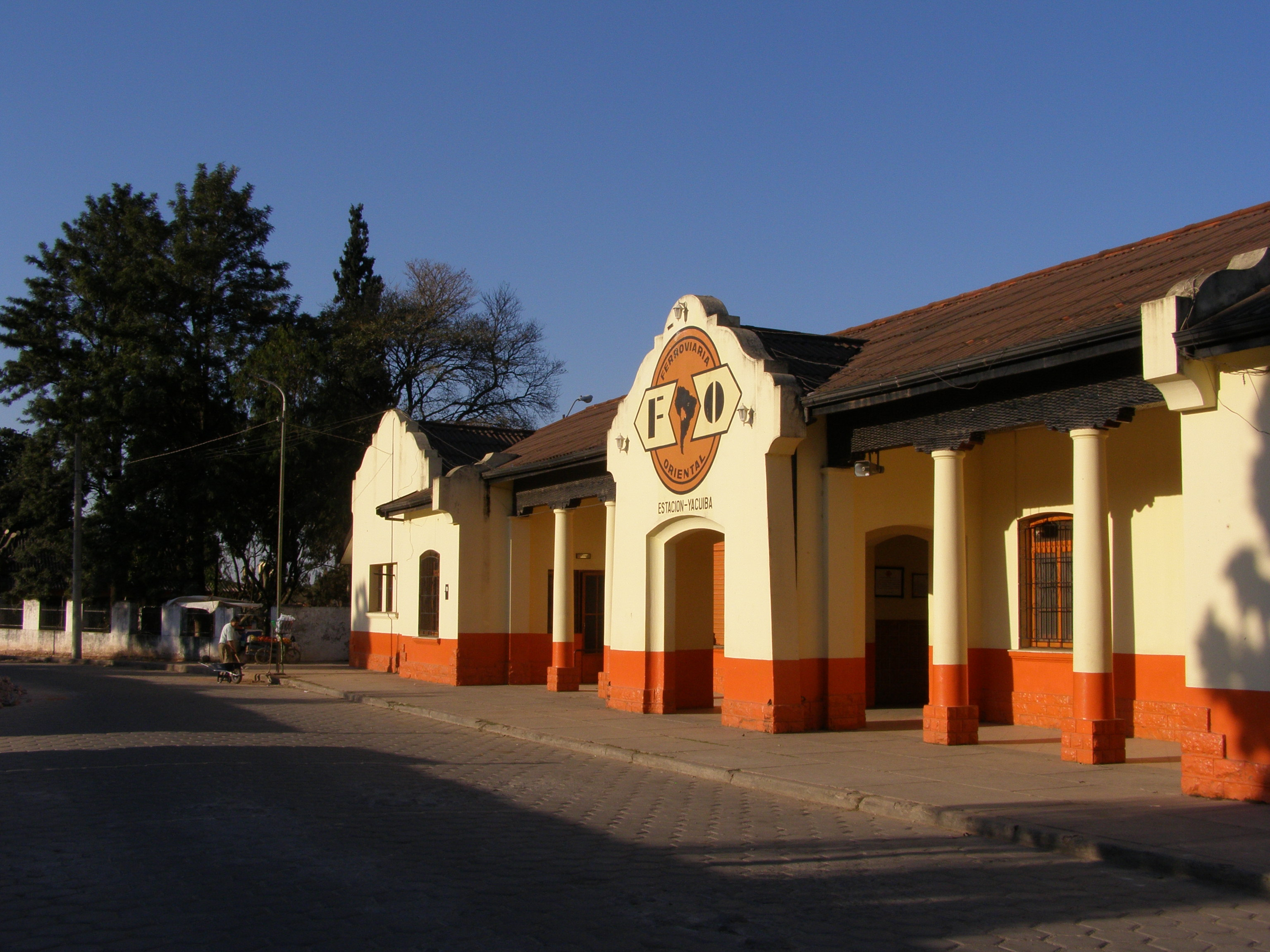
Het treinstation van Yacuiba